# تاريخ العالم في 100 قطعة أثرية

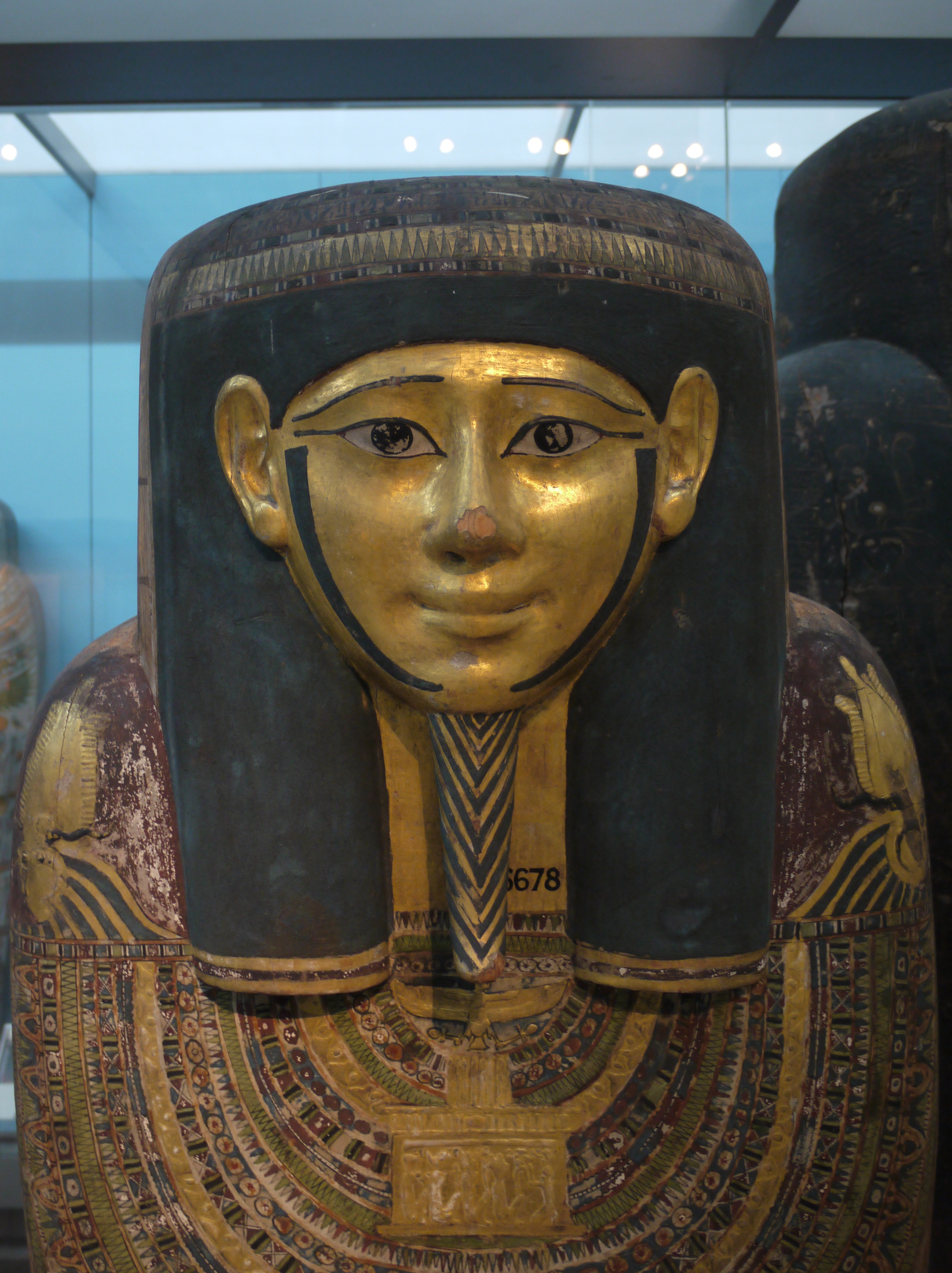
مومياء حور نجدت-اف Hornedjitef وهي أول قطعة أثرية تناولتها أول إذاعة للبرنامج، أذيعت في يوم 18 يناير 2010.

تاريخ العالم في 100 قطعة أثرية هو مشروع سلسلة إذاعية مشتركة ما بين راديو بي بي سي 4 و‌المتحف البريطاني، ويتألف من سلسلة إذاعية مكونة من 100 جزء كتبها وقدمها مدير المتحف البريطاني نيل ماكجريجور. في عرض تقديمي مدته 15 دقيقة تم بثه في أيام الأسبوع على الراديو 4. استخدم ماكجريجور قطع أثرية من الفن القديم والصناعة والتكنولوجيا والأسلحة، وجميعها في مجموعات المتحف البريطاني ومن أهمها كنز هوكسن، كمقدمة لأجزاء من تاريخ البشرية. بدأت السلسلة، التي تمتد أربع سنوات من التخطيط، في 18 يناير 2010، وتم بثها على مدار 20 أسبوعًا. تم نشر كتاب لمرافقة سلسلة، تاريخ العالم في 100 قطعة من تأليف نيل ماكجريجور، من قبل ألين لين في 28 أكتوبر 2010. تتوفر السلسلة بالكامل أيضًا للتنزيل مع إصدار صوتي من الكتاب للشراء. حصل المتحف البريطاني على جائزة Art Fund لعام 2011 لدوره في استضافة المشروع.
في عام 2016، سافر معرض بجولة يضم العديد من العناصر المصورة على البرنامج الإذاعي، والذي يحمل عنوان «تاريخ العالم في 100 كائن»، إلى وجهات مختلفة، بما في ذلك أبو ظبي (منارة السعديات)، تايوان (متحف القصر الوطني في تايبيه)، اليابان (متحف طوكيو متروبوليتان للفنون في طوكيو، ومتحف كيوشو الوطني في دايزافو، ومتحف مدينة كوبي في كوبي)، وأستراليا (متحف أستراليا الغربية في بيرث والمتحف الوطني لأستراليا في كانبيرا)، والصين (المتحف الوطني للصين في بكين ومتحف شنغهاي في شنغهاي).

## يحتوي

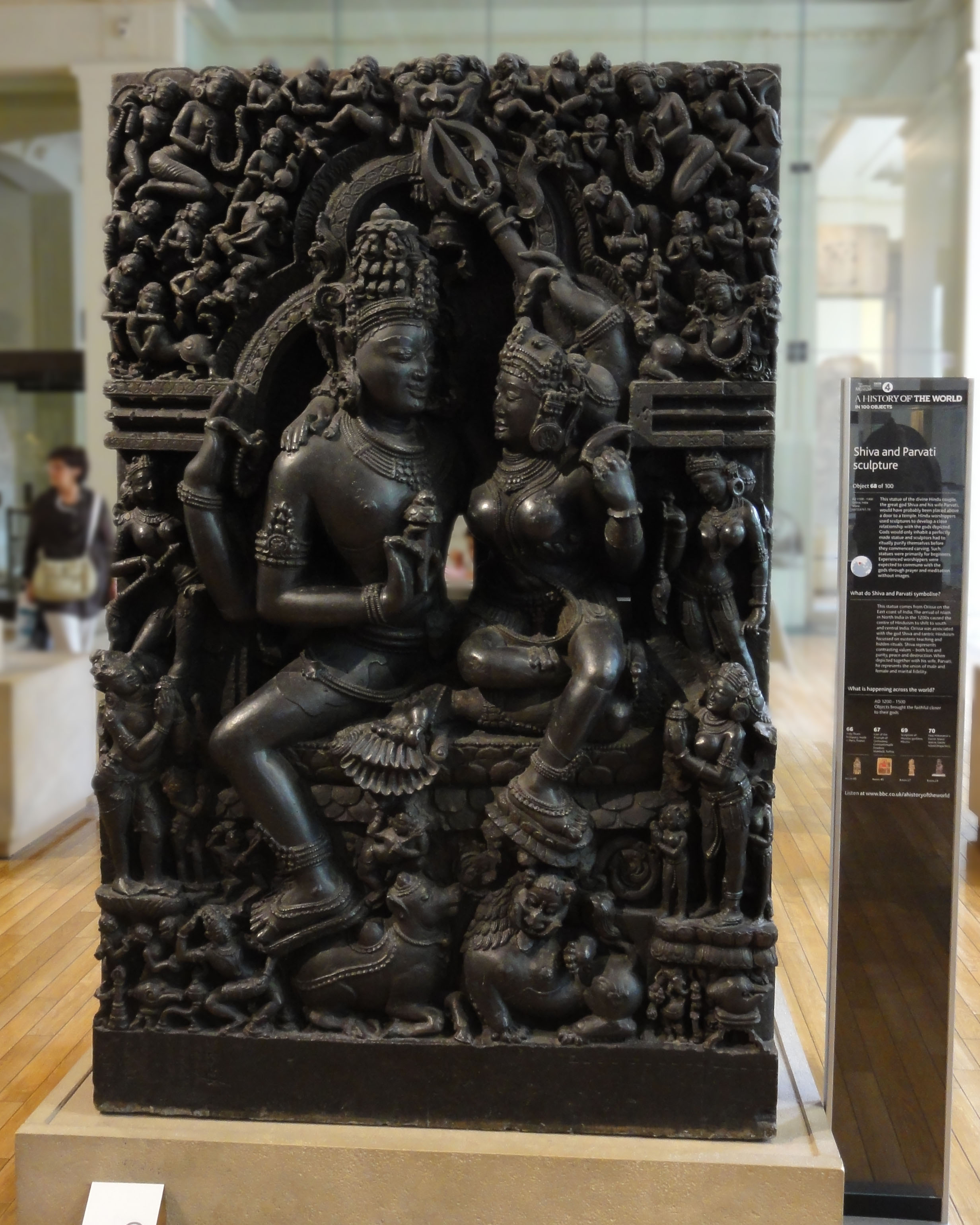
كائن 68، زوج الإله الهندوسي شيفا وبرافاتي النحت مع لوحة معلومات سلسلة الراديو.

يتم وصف سلسلة البرامج، الموصوفة بأنها «مشروع تاريخي»،  باسم «تاريخ البشرية» عبر مئات الأشياء من جميع أنحاء العالم في مجموعة المتحف البريطاني. 
 في هذه البرامج، أعود إلى الوراء في اوقات محددة، وفي جميع أنحاء العالم، لنرى كيف شكلنا نحن البشر أكثر من مليوني عام عالمنا وشكلناه، وسأحكي هذه القصة حصريًا من خلال القطع الأثرية التي صنعها البشر: حميع كل أنواع القطع، مصممة بعناية، ومن ثم فهي تثير العجب وتحفظ، أو تستخدم، مكسورة ورميت. لقد اخترت فقط مائة قطعة من نقاط زمنية ومكانية مختلفة في رحلتنا، من قدر للطبخ إلى جاليون ذهبي، من أداة العصر الحجري إلى بطاقة الائتمان. 
 إن سرد التاريخ من خلال الأشياء، سواء كانت مومياء مصرية أو بطاقة ائتمان، هو ما تمثله المتاحف، ولأن المتحف البريطاني قد جمع الأشياء من جميع أنحاء العالم، فإنه ليس مكانًا سيئًا لمحاولة سرد تاريخ العالم. بالطبع، يمكن أن يكون فقط «تاريخ» من العالم، وليس «تاريخ». عندما يأتي الناس إلى المتحف، يختارون الأشياء الخاصة بهم ويقومون برحلتهم الخاصة حول العالم وعبر الزمن، لكنني أعتقد أن ما سيجدونه هو أن تاريخهم الخاص يتقاطع بسرعة مع الآخرين، وعندما يحدث ذلك، لم يعد لديك تاريخ شعب أو أمة معينة، ولكن قصة صلات لا نهاية لها. 
 يرافق المسلسل موقع إلكتروني، وصفته الجارديان بأنه «أكثر طموحًا [من المسلسل الإذاعي نفسه] الذي يشجع المستخدمين على إرسال عناصر خاصة بهم لمكان في تاريخ العالم»، إلى جانب الكثير من المحتوى التفاعلي، معلومات مفصلة عن الجميع الأشياء الواردة في البرامج الإذاعية وروابط إلى 350 مجموعة متحف أخرى في جميع أنحاء المملكة المتحدة. تتوفر البرامج الإذاعية على الموقع بشكل دائم للاستماع أو التنزيل.
قام المتحف بتكييف المعارض للمسلسل من خلال تضمين لوحات إضافية يمكن التعرف عليها بسهولة لـ 100 كائن مع نص يستند إلى البرنامج وإضافة قسم إلى خرائط المعرض يوضح موقع وأرقام 100 كائن.
في 18 كانون الثاني (يناير) 2010، تم تخصيص عرض خاص مدته ساعة واحدة من عرض الثقافة على بي بي سي 2 لإطلاق المشروع.
تم بث الجزء الأول من المسلسل في أيام الأسبوع على مدار ستة أسابيع بين 18 يناير و 26 فبراير 2010. بعد استراحة قصيرة، عادت السلسلة مع الأسبوع السابع الذي يتم بثه في الأسبوع الذي يبدأ في 17 مايو 2010. استغرق الأمر فترة راحة أخرى في منتصف شهر يوليو، وعاد في 13 سبتمبر 2010، واستمر حتى ظهر الموضوع 100 يوم الجمعة 22 أكتوبر 2010.

## استقبال
وصف مايف كينيدي من صحيفة الجارديان البرنامج بأنه «ظاهرة إذاعية»، في حين علق تيم ديفي، رئيس قسم الموسيقى والصوت في إذاعة بي بي سي، أن «النتائج لم تكن أقل من مذهلة»، فاقت آمال بي بي سي في البرنامج. في وقت كتابة مقال كينيدي، قبل بداية الأسبوع الأخير من المسلسل، كان للبث الإذاعي بانتظام ما يصل إلى أربعة ملايين مستمع، بينما بلغ عدد التنزيلات التي تم بثها على البودكاست 10,441,884. من بين هؤلاء، كان ما يزيد قليلاً عن النصف، 5.7 مليون شخص، من المملكة المتحدة. بالإضافة إلى ذلك، قام أفراد الجمهور بتحميل 3240 قطعة بأكبر مساهمة من مؤلف غلاسكو، روبرت بول، الذي قدم 120 قطعة تتعلق بجميعها بمدينة غلاسكو، والمتاحف الأخرى ألف وست مئة وعشرة متحفًا، و 531 متحفًا وموقعًا تراثيًا عبر المملكة المتحدة؛ وقال ماكجريجور أنه كان يتصاعد في الأحداث المرتبطة - وهي شراكة غير مسبوقة. تقوم المتاحف في جميع أنحاء العالم الآن بنسخ الصيغة، حيث ينطلق الآلاف من الزوار كل يوم لاستكشاف معارض المتحف البريطاني المجهزة بنشرة لرسم الخرائط للأشياء.
في كتابه الإندبندنت، وصف فيليب هينشر المسلسل بأنه «راديو مثالي»، قائلاً «هل كان هناك من أي وقت مضى مسلسل إذاعي أكثر إثارة وأكثر إثارة للاهتمام من مشروع Radio 4 / British Museum، A History of the World in 100 Objects؟ إنها فكرة بسيطة وجميلة، لتتبع الحضارات الإنسانية من خلال الأشياء التي صمدت. يركز كل برنامج، طوله 15 دقيقة فقط، على شيء واحد، بصبر شديد، دون التهرب. في النهاية، تشعر أنك تعلمت شيئًا وتعلمت ذلك بسرور واهتمام. لسنوات قادمة، ستكون BBC قادرة على الإشارة إلى هذه السلسلة الرائعة كمثال على الأشياء التي تؤديها بشكل أفضل. إنه يفي، إلى درجة لم يعد المرء يعتقد أنه ممكن بعد الآن، بجدول أعمال ريثيان من بي بي سي للتحسين ونشر التعليم والثقافة.» 
وقال دومينيك ساندبروك في التليجراف إن سلسلة " المرحة العالية" تستحق أن تأخذ مكانها إلى جانب الأفلام الكلاسيكية التلفزيونية مثل كينيث كلارك وحضارة جاكوب برونوفسكي لصعود الرجل . " 

## شاء

### جعلنا بشرا (2,000,000 - 9000 قبل الميلاد)
«نيل ماكجريجور يكشف عن الأشياء الأولى التي تعرفنا كإنسان.»  أسبوع البث الأول الذي يبدأ في 18 يناير 2010.
| صورة | رقم | موضوع                                     | الأصل                                  | تاريخ                 | موقع بي بي سي | موقع BM | مساهمين إضافيين                           |
| ---- | --- | ----------------------------------------- | -------------------------------------- | --------------------- | ------------- | ------- | ----------------------------------------- |
|      | 1   | مومياء هورنجيتيف                          | مصر                                    | 300 - 200 قبل الميلاد | بي بي سي      | بي ام   | أمارتيا سين، جون تايلور                   |
|      | 2   | الحجر (البازلت) أداة التقطيع              | أولوفاي جورج، تنزانيا                  | 1.8 - 2 مليون سنة     | بي بي سي      | بي ام   | السير ديفيد أتينبورو، وانغاري ماثاي       |
|      | 3   | فأس اليد                                  | أولوفاي جورج، تنزانيا                  | 1.2 - 1.4 مليون سنة   | بي بي سي      | بي ام   | السير جيمس دايسون، فيل هاردينغ، نيك أشتون |
|      | 4   | السباحة الرنة من المأوى الصخري Montastruc | فرنسا                                  | 13000 سنة             | بي بي سي      | بي ام   | أكثر القس روان ويليامز، ستيف ميثن         |
|      | 5   | كلوفيس نقطة الرمح                         | نيو مكسيكو، الولايات المتحدة الأمريكية | 13000 سنة             | بي بي سي      | بي ام   | مايكل بالين، غاري هاينز                   |

### بعد العصر الجليدي: الطعام والجنس (9000 - 3000 قبل الميلاد)
«لماذا بدأت الزراعة في نهاية العصر الجليدي؟ لا تزال القرائن في الأشياء تركت وراءها.»  أسبوع البث الأول الذي يبدأ في 25 يناير 2010.
| صورة | رقم | موضوع                  | الأصل               | تاريخ                  | موقع بي بي سي | موقع BM | مساهمين إضافيين                     |
| ---- | --- | ---------------------- | ------------------- | ---------------------- | ------------- | ------- | ----------------------------------- |
|      | 6   | مدقة على شكل طائر      | بابوا غينيا الجديدة | 4000 - 8000 سنة        | بي بي سي      | بي ام   | مادور جافري، بوب غيلدوف، مارتن جونز |
|      | 7   | عشاق عين صخري          | إسرائيل             | حوالي 11000 سنة        | بي بي سي      | بي ام   | مارك كوين، إيان هودر                |
|      | 8   | نموذج الطين من الماشية | مصر                 | حوالي 3500 قبل الميلاد | بي بي سي      | بي ام   | فكري حسن، مارتن جونز                |
|      | 9   | تمثال مايا للذرة       | هندوراس             | 715 م                  | بي بي سي      | بي ام   | سانتياغو كالفا، جون ستالر           |
|      | 10  | وعاء Jōmon             | اليابان             | حوالي 5000 قبل الميلاد | بي بي سي      | بي ام   | سيمون كامير، تاكاشي دوي             |

### أول مدن وولايات (4000 - 2000 قبل الميلاد)
«ماذا يحدث مع انتقال الناس من القرى إلى المدن؟ خمسة أشياء تحكي القصة.»  أسبوع البث الأول الذي يبدأ في 1 فبراير 2010.
| صورة | رقم | موضوع                   | الأصل                          | تاريخ                   | موقع بي بي سي | موقع BM | مساهمين إضافيين               |
| ---- | --- | ----------------------- | ------------------------------ | ----------------------- | ------------- | ------- | ----------------------------- |
|      | 11  | ملصق صندل الملك دن      | مصر                            | حوالي 2985 قبل الميلاد  | بي بي سي      | بي ام   | توبي ويلكينسون، ستيف بيل      |
|      | 12  | معيار اور               | العراق                         | 2600 - 2400 قبل الميلاد | بي بي سي      | بي ام   | لمياء الجيلاني، أنتوني جيدينز |
|      | 13  | ختم السند               | باكستان                        | 2600 - 1900 قبل الميلاد | بي بي سي      | بي ام   | ريتشارد روجرز، نيانجوت لاهيري |
|      | 14  | الفأس الجاديت           | من جبال الألب، وجدت في إنجلترا | 4000 - 2000 ق           | بي بي سي      | بي ام   | مارك إدموندز، بيير بيتريكين   |
|      | 15  | قرص الكتابة في وقت مبكر | العراق                         | 3100 - 3000 ق           | بي بي سي      | بي ام   | غوس أودونيل، جون سيرل         |

### بداية العلم والأدب (1500 - 700 قبل الميلاد)
«منذ 4000 عام، بدأت المجتمعات في التعبير عن نفسها من خلال الأساطير والرياضيات والآثار». أسبوع البث الأول الذي يبدأ في 8 فبراير 2010.
| صورة | رقم | موضوع               | الأصل  | تاريخ                   | موقع بي بي سي | موقع BM | مساهمين إضافيين              |
| ---- | --- | ------------------- | ------ | ----------------------- | ------------- | ------- | ---------------------------- |
|      | 16  | قرص الفيضان         | العراق | 700 - 600 قبل الميلاد   | بي بي سي      | بي ام   | ديفيد دامروش، جوناثان ساكس   |
|      | 17  | قبر البردي الرياضي  | مصر    | حوالي 1550 قبل الميلاد  | بي بي سي      | بي ام   | إليانور روبسون، كلايف ريكس   |
|      | 18  | Minoan Bull-leaper  | كريت   | 1700-1450 قبل الميلاد   | بي بي سي      | بي ام   | سيرجيو ديلجادو، لوسي بلو     |
|      | 19  | قالب من الذهب الرأس | ويلز   | 1900 - 1600 قبل الميلاد | بي بي سي      | بي ام   | ماري كاهيل، ماري لويس سورنسن |
|      | 20  | تمثال لرمسيس الثاني | مصر    | حوالي 1250 قبل الميلاد  | بي بي سي      | بي ام   | أنتوني جورملي، كارين إكسيل   |

### العالم القديم، قوى جديدة (1100–300 قبل الميلاد)
«في جميع أنحاء العالم، تخلق الأنظمة الجديدة أشياء لتأكيد تفوقها». أسبوع البث الأول الذي يبدأ في 15 فبراير 2010.
| صورة | رقم | موضوع                                 | الأصل    | تاريخ                   | موقع بي بي سي | موقع BM | مساهمين إضافيين                |
| ---- | --- | ------------------------------------- | -------- | ----------------------- | ------------- | ------- | ------------------------------ |
|      | 21  | نقوش لخيش                             | العراق   | 700 - 692 ق             | بي بي سي      | بي ام   | بادي أشدون، أنتوني بيفور       |
|      | 22  | تمثال أبو الهول                       | السودان  | حوالي 680 قبل الميلاد   | بي بي سي      | بي ام   | زينب بدوي، ديريك ويلسبي        |
|      | 23  | أسرة تشو في وقت مبكر غوي طقوس السفينة | الصين    | 1100 - 1000 قبل الميلاد | بي بي سي      | بي ام   | السيدة جيسيكا راوسون، وانغ تاو |
|      | 24  | نسيج باراكاس                          | بيرو     | 300-200 قبل الميلاد     | بي بي سي      | بي ام   | زاندرا رودس، ماري الإطار       |
|      | 25  | عملة ذهبية من كروسوس                  | ديك رومي | ج. 550 ق                | بي بي سي      | بي ام   | جيمس بوكان، بول كرادوك         |

### العالم في عصر كونفوشيوس (500-300 قبل الميلاد)
«هل يمكن أن تخبرنا المعاني التي كانت مخبأة في أفاريز ورايات بنفس قدر كتابات الرجال العظماء؟»  أسبوع البث الأول الذي يبدأ في 22 فبراير 2010.
| صورة | رقم | موضوع                        | الأصل     | تاريخ                 | موقع بي بي سي | موقع BM | مساهمين إضافيين                    |
| ---- | --- | ---------------------------- | --------- | --------------------- | ------------- | ------- | ---------------------------------- |
|      | 26  | نموذج عربة أوكسوس            | طاجيكستان | 500 - 300 قبل الميلاد | بي بي سي      | بي ام   | مايكل أكسورثي، توم هولاند          |
|      | 27  | نحت البارثينون: سنتور ولابيث | اليونان   | حوالي 440 قبل الميلاد | بي بي سي      | بي ام   | ماري بيرد، أولغا بالاجيا           |
|      | 28  | Basse Yutz Flagons           | فرنسا     | ج. 450 ق              | بي بي سي      | بي ام   | جوناثان ميدس، باري كونليف          |
|      | 29  | قناع الحجر Olmec             | المكسيك   | 900-400 قبل الميلاد   | بي بي سي      | بي ام   | كارلوس فوينتيس، كارل تاوب          |
|      | 30  | الجرس البرونزي الصيني        | الصين     | 500 - 400 قبل الميلاد | بي بي سي      | بي ام   | السيدة إيفلين غلين، إيزابيل هيلتون |

### بناة الإمبراطورية (300 قبل الميلاد - 1 ميلادي)
«نيل ماكجريجور يواصل تاريخه العالمي من خلال الأشياء. هذا الأسبوع هو مع كبار الحكام في العالم منذ حوالي 2000 عام»  أسبوع البث الأول الذي يبدأ في 17 مايو 2010.
| صورة | رقم | موضوع                           | الأصل    | تاريخ                 | موقع بي بي سي | موقع BM | مساهمين إضافيين             |
| ---- | --- | ------------------------------- | -------- | --------------------- | ------------- | ------- | --------------------------- |
|      | 31  | عملة ليسيماتشوس مع رأس الإسكندر | ديك رومي | 305 - 281 قبل الميلاد | بي بي سي      | بي ام   | أندرو مار، روبن لين فوكس    |
|      | 32  | عمود أشوكا                      | الهند    | حوالي 238 قبل الميلاد | بي بي سي      | بي ام   | أمارتيا سين، مايكل روتلاند  |
|      | 33  | حجر رشيد                        | مصر      | 196 ق                 | بي بي سي      | بي ام   | دوروثي طومسون، هداف سويف    |
|      | 34  | كأس ورنيش هان الصيني            | الصين    | 4 م                   | بي بي سي      | بي ام   | رويل سترككس، إيزابيل هيلتون |
|      | 35  | مروي رئيس أو رأس أوغسطس         | السودان  | 27 - 25 ق             | بي بي سي      | بي ام   | بوريس جونسون، سوزان ووكر    |

### الملذات القديمة، التوابل الحديثة (1 - 600 م)
«نيل ماكجريجور يستكشف الطرق التي سعى الناس من خلالها إلى السعادة منذ ألفي عام.»  أسبوع البث الأول الذي يبدأ في 24 مايو 2010.
| صورة | رقم | موضوع                        | الأصل                      | تاريخ            | موقع بي بي سي | موقع BM | مساهمين إضافيين               |
| ---- | --- | ---------------------------- | -------------------------- | ---------------- | ------------- | ------- | ----------------------------- |
|      | 36  | كأس وارن                     | إسرائيل                    | 5-15 م           | بي بي سي      | بي ام   | بيتاني هيوز، جيمس ديفيدسون    |
|      | 37  | أنابيب قضاعة أمريكا الشمالية | الولايات المتحدة الأمريكية | 200 ق.م. - 100 م | بي بي سي      | بي ام   | توني بن، غابرييل تياك         |
|      | 38  | حزام ballgame الاحتفالي      | المكسيك                    | 100 - 500 م      | بي بي سي      | بي ام   | نيك هورنبي، مايكل ويتنجتون    |
|      | 39  | انتقل تحذيرات                | الصين                      | 500 - 800 ميلادي | بي بي سي      | بي ام   | شين مكاوسلاند، تشارلز باول    |
|      | 40  | وعاء الفلفل Hoxne            | إنكلترا                    | 350 - 400 ميلادي | بي بي سي      | بي ام   | كريستين مكفادين، روبرتا تومبر |

### صعود الأديان العالمية (200 - 600 م)
«نيل ماكجريجور يستكشف كيف ومتى ظهرت صور دينية كبيرة.»  أسبوع البث الأول الذي يبدأ في 31 مايو 2010.
| صورة | رقم | موضوع                           | الأصل   | تاريخ            | موقع بي بي سي | موقع BM | مساهمين إضافيين                   |
| ---- | --- | ------------------------------- | ------- | ---------------- | ------------- | ------- | --------------------------------- |
|      | 41  | يجلس بوذا من Gandhara           | باكستان | 100 - 300 ميلادي | بي بي سي      | بي ام   | كلودين بوتزي-بيكرون، ثوبوتن جينبا |
|      | 42  | عملة ذهبية من كوماراجوبتا الأول | الهند   | 415 - 450        | بي بي سي      | بي ام   | روميلا ثابار، شوناكا ريشي داس     |
|      | 43  | لوحة فضية تبين شابور الثاني     | إيران   | 309 - 379 م      | بي بي سي      | بي ام   | توم هولاند، غيتي أزارباي          |
|      | 44  | هينتون سانت ماري الفسيفساء      | إنكلترا | 300 - 400 ميلادي | بي بي سي      | بي ام   | السيدة أفريل كاميرون، إيمون دوفي  |
|      | 45  | اليد البرونزية العربية          | اليمن   | 100 - 300 ميلادي | بي بي سي      | بي ام   | جيريمي فيلد، فيليب جنكينز         |

### طريق الحرير وما بعده (400 - 700 ميلادي)
«خمسة أشياء من المتحف البريطاني تحكي قصة حركة السلع والأفكار.»  أسبوع البث الأول الذي يبدأ في 7 يونيو 2010.
| صورة | رقم | موضوع                   | الأصل   | تاريخ            | موقع بي بي سي | موقع BM | مساهمين إضافيين            |
| ---- | --- | ----------------------- | ------- | ---------------- | ------------- | ------- | -------------------------- |
|      | 46  | عملات ذهبية لعبد الملك  | سوريا   | 696 - 697 م      | بي بي سي      | بي ام   | مضاوي الرشيد، هيو كينيدي   |
|      | 47  | سوتون هوو خوذة          | إنكلترا | 600 - 700 ميلادي | بي بي سي      | بي ام   | شيموس هيني، أنجوس وينرايت  |
|      | 48  | Moche وعاء المحارب      | بيرو    | 100 - 700 ميلادي | بي بي سي      | بي ام   | غرايسون بيري، ستيف بورجيه  |
|      | 49  | بلاط السقف الكورية      | كوريا   | 700 - 800 ميلادي | بي بي سي      | بي ام   | جين بورتال، تشوي كوانغ شيك |
|      | 50  | اللوحة الاميرة الحريرية | الصين   | 600 - 800 ميلادي | بي بي سي      | بي ام   | يو يو ما، كولين ثوبرون     |

### داخل القصر: أسرار في البلاط (700 - 950 ميلادي)
«نيل ماكجريجور يحصل على نظرة ثاقبة في حياة النخب الحاكمة قبل 1200 عام.»  أسبوع البث الأول الذي يبدأ في 14 يونيو 2010.
| صورة | رقم | موضوع                                                              | الأصل        | تاريخ            | موقع بي بي سي | موقع BM | مساهمين إضافيين                    |
| ---- | --- | ------------------------------------------------------------------ | ------------ | ---------------- | ------------- | ------- | ---------------------------------- |
|      | 51  | Yaxchilan Lintel 24، مايا الإغاثة من الدماء الملكية                | المكسيك      | 700 - 750 ميلادي | بي بي سي      | بي ام   | سوزي أورباخ، فرجينيا فيلدز         |
|      | 52  | حريم شظايا اللوحة الجدار                                           | العراق       | 800 - 900 ميلادي | بي بي سي      | بي ام   | روبرت إيروين، أميرة بينيسون        |
|      | 53  | لوثر كريستال                                                       | ربما ألمانيا | 855 - 869 م      | بي بي سي      | بي ام   | اللورد بينغهام، روزاموند ماكيتريك  |
|      | 54  | تمثال تارا                                                         | سيريلانكا    | 700 - 900 ميلادي | بي بي سي      | بي ام   | ريتشارد جومبريتش، نيرا ويكراماسينغ |
|      | 55  | شخصيات قبر تانغ الصينية، وتحديدا شخصيات قبر أسرة تانغ ليو تينغ شون | الصين        | حوالي 728 م      | بي بي سي      | بي ام   | أنتوني هوارد، أوليفر مور           |

### الحجاج والغزاة والتجار (900 - 1300 ميلادي)
«كيف نقلت التجارة والحرب والدين الأشياء في جميع أنحاء العالم قبل 1000 عام.»  أسبوع البث الأول الذي يبدأ في 21 يونيو 2010.
| صورة | رقم | موضوع                | الأصل      | تاريخ             | موقع بي بي سي | موقع BM | مساهمين إضافيين                       |
| ---- | --- | -------------------- | ---------- | ----------------- | ------------- | ------- | ------------------------------------- |
|      | 56  | فالي يورك الكنز      | إنكلترا    | حوالي 927 م       | بي بي سي      | بي ام   | مايكل وود وديفيد وأندرو ويلان         |
|      | 57  | كوب من الزجاج Hedwig | ربما سوريا | 1100-1200         | بي بي سي      | بي ام   | جوناثان رايلي سميث، ديفيد أبو العافية |
|      | 58  | مرآة برونزية يابانية | اليابان    | 1100-1200         | بي بي سي      | بي ام   | إيان بوروما، هارادا ماسايوكي          |
|      | 59  | رأس بوروبودور بوذا   | جافا       | 780 - 840 ميلادي  | بي بي سي      | بي ام   | ستيفن باكيل، نايجل الشعير             |
|      | 60  | كيلوا وعاء الشقوف    | تنزانيا    | 900 - 1400 ميلادي | بي بي سي      | بي ام   | بيرترام مابوندا، عبد الرازق جرنة      |

### رموز الحالة (1200-1400 ميلادي)
«يقوم نيل ماكجريجور بفحص الكائنات التي تحمل الحالة وتتطلب صنعًا ماهرًا.»  أسبوع البث الأول الذي يبدأ في 28 يونيو 2010.
| صورة | رقم | موضوع             | الأصل                                 | تاريخ            | موقع بي بي سي | موقع BM | مساهمين إضافيين                    |
| ---- | --- | ----------------- | ------------------------------------- | ---------------- | ------------- | ------- | ---------------------------------- |
|      | 61  | لويس تشيسمن       | ربما صنع في النرويج، وجدت في اسكتلندا | 1150-1200 ميلادي | بي بي سي      | بي ام   | مارتن آميس، ميري روبن              |
|      | 62  | الأسطرلاب العبرية | إسبانيا                               | 1345-1355        | بي بي سي      | بي ام   | السير جون إليوت، سيلك أكرمان       |
|      | 63  | رأس برونزي من IFE | نيجيريا                               | 1400-1500        | بي بي سي      | بي ام   | بن أوكري، باباتوندي لوال           |
|      | 64  | ديفيد المزهريات   | الصين                                 | 1351 م           | بي بي سي      | بي ام   | جيني أوغلو، كريج كلوناس            |
|      | 65  | مقعد طقوس تاينو   | سانتو دومينغو، الكاريبي               | 1200 - 1500 م    | بي بي سي      | بي ام   | خوسيه أوليفر، غابرييل هاسليب-فييرا |

### لقاء الآلهة (1200-1400 م)
«الأشياء من المتحف البريطاني تُظهر كيف اقترب المؤمنون من آلهتهم». أسبوع البث الأول الذي يبدأ في 5 يوليو 2010.
| صورة | رقم | موضوع                     | الأصل       | تاريخ              | موقع بي بي سي | موقع BM | مساهمين إضافيين                          |
| ---- | --- | ------------------------- | ----------- | ------------------ | ------------- | ------- | ---------------------------------------- |
|      | 66  | المقدسة شوكة الوثائقي     | فرنسا       | 1350 - 1400 ميلادي | بي بي سي      | بي ام   | الأخت بنديكتا وارد، القس الأيمن آرثر روش |
|      | 67  | أيقونة انتصار الأرثوذكسية | ديك رومي    | 1350 - 1400 ميلادي | بي بي سي      | بي ام   | بيل فيولا، ديارميد ماكولوتش              |
|      | 68  | النحت شيفا وبارفاتي       | الهند       | 1100-1300          | بي بي سي      | بي ام   | شوناكا ريشي داس، كارين أرمسترونغ         |
|      | 69  | النحت تلازولتيل           | المكسيك     | 900 - 1521         | بي بي سي      | بي ام   | مارينا وارنر، كيم ريختر                  |
|      | 70  | هوا هاكاناناي             | جزيرة الفصح | 1000-1200 ميلادي   | بي بي سي      | بي ام   | السير أنتوني كارو، ستيف هوبر             |

### عتبة العالم الحديث (1375-1550 م)
«نيل ماكجريجور يستكشف إمبراطوريات العالم العظيمة في عتبة العصر الحديث.»  أسبوع البث الأول الذي يبدأ في 13 سبتمبر 2010.
| صورة | رقم | موضوع                | الأصل       | تاريخ                | موقع بي بي سي | موقع BM | مساهمين إضافيين                       |
| ---- | --- | -------------------- | ----------- | -------------------- | ------------- | ------- | ------------------------------------- |
|      | 71  | طغراء سليمان العظيم  | ديك رومي    | 1520-1566            | بي بي سي      | بي ام   | أليف شفق، كارولين فينكل               |
|      | 72  | الأوراق النقدية مينغ | الصين       | 1375 م               | بي بي سي      | بي ام   | ميرفين كينج، تيموثي بروك              |
|      | 73  | الانكا الذهب اللاما  | بيرو        | حوالي 1500 م         | بي بي سي      | بي ام   | جاريد دياموند، غابرييل رامون          |
|      | 74  | كأس التنين اليشم     | آسيا الوسطى | حوالي 1420-49 ميلادي | بي بي سي      | بي ام   | بياتريس فورز مانز، حميد إسماعيلوف     |
|      | 75  | وحيد القرن في دورر   | ألمانيا     | 1515 م               | بي بي سي      | بي ام   | مارك بيلجريم، فيليبي فرنانديز-أرميستو |

### أول اقتصاد عالمي (1450-1600)
«يتتبع نيل ماكجريجور أثر السفر والتجارة والفتح من 1450 إلى 1600». البث الأول 20 سبتمبر 2010.
| صورة | رقم | موضوع                          | الأصل                       | تاريخ                         | موقع بي بي سي | موقع BM | مساهمين إضافيين                        |
| ---- | --- | ------------------------------ | --------------------------- | ----------------------------- | ------------- | ------- | -------------------------------------- |
|      | 76  | جاليون الميكانيكية             | ألمانيا                     | ج. 1585                       | بي بي سي      | بي ام   | ليزا جاردين، كريستوفر دوبس             |
|      | 77  | لوحة بنين : أوبا مع الأوروبيين | نيجيريا                     | القرن السادس عشر              | بي بي سي      | بي ام   | معسكر سوكاري دوغلاس، وول سوينكا        |
|      | 78  | الثعبان برأسين                 | المكسيك                     | القرن الخامس عشر - السادس عشر | بي بي سي      | بي ام   | ريبيكا ستايسي، أدريانا دياز إنسيسو     |
|      | 79  | الفيلة كاكيمون                 | اليابان                     | أواخر القرن السابع عشر        | بي بي سي      | بي ام   | ميراندا روك، ساكيدا كاكيمون الرابع عشر |
|      | 80  | قطع من ثمانية                  | من اسبانيا، وجدت في بوليفيا | 1589-1598                     | بي بي سي      | بي ام   | توتي برادو، ويليام بيرنشتاين           |

### التسامح والتعصب (1550-1700 م)
«نيل ماكجريجور يروي كيف عاشت الأديان العظيمة في القرنين السادس عشر والسابع عشر.»  أسبوع البث الأول الذي يبدأ في 27 سبتمبر 2010.
| صورة | رقم | موضوع                        | الأصل   | تاريخ                  | موقع بي بي سي | موقع BM | مساهمين إضافيين                  |
| ---- | --- | ---------------------------- | ------- | ---------------------- | ------------- | ------- | -------------------------------- |
|      | 81  | العرض الديني الشيعي          | إيران   | أواخر القرن السابع عشر | بي بي سي      | بي ام   | هاله افشار، حسين بورطهمسبي       |
|      | 82  | مصغرة من الأمير المغولي      | الهند   | حوالي 1610 م           | بي بي سي      | بي ام   | أسوك كومار داس، أمان ناث         |
|      | 83  | دمية الظل من بيما            | جافا    | 1600-1800              | بي بي سي      | بي ام   | السيد سومارسام، طاش أو           |
|      | 84  | مخطط المخطوطة المكسيكية      | المكسيك | أواخر القرن السادس عشر | بي بي سي      | بي ام   | صموئيل إدجيرتون، فرناندو سرفانتس |
|      | 85  | الإصلاح المئوية القطع الكبير | ألمانيا | 1617 م                 | بي بي سي      | بي ام   | كارين أرمسترونغ، إيان هيسلوب     |

### الاستكشاف والاستغلال والتنوير (1680-1820 م)
«نيل ماكجريجور على سوء الفهم الذي يمكن أن يحدث عندما تصطدم عوالم مختلفة.»  البث الأولفي الرابع من أكتوبر 2010.
| صورة | رقم | موضوع                             | الأصل                                          | تاريخ       | موقع بي بي سي | موقع BM | مساهمين إضافيين               |
| ---- | --- | --------------------------------- | ---------------------------------------------- | ----------- | ------------- | ------- | ----------------------------- |
|      | 86  | اكان طبل                          | من أفريقيا، وجدت في الولايات المتحدة الأمريكية | القرن ال 18 | بي بي سي      | بي ام   | بوني جرير، أنتوني أبياه       |
|      | 87  | هاواي الريش خوذة                  | هاواي                                          | القرن ال 18 | بي بي سي      | بي ام   | نيكولاس توماس، كايل ناكانيلوا |
|      | 88  | أمريكا الشمالية خريطة جلد الخنزير | الولايات المتحدة الأمريكية                     | 1774-5      | بي بي سي      | بي ام   | مالكولم لويس، ديفيد إدموندز   |
|      | 89  | درع النباح الأسترالي              | أستراليا                                       | 1770        | بي بي سي      | بي ام   | فيل جوردون، ماريا نوجينت      |
|      | 90  | اليشم ثنائية مع القصيدة           | الصين                                          | 1790        | بي بي سي      | بي ام   | جوناثان سبنس، يانغ ليان       |

### الإنتاج الضخم، الإقناع الجماعي (1780-1914 م)
«كيف غيّر التصنيع والسياسة الجماهيرية والطموحات الإمبريالية العالم». أسبوع البث الأول الذي يبدأ في 11 أكتوبر 2010.
| صورة | رقم | موضوع                                            | الأصل   | تاريخ        | موقع بي بي سي | موقع BM | مساهمين إضافيين              |
| ---- | --- | ------------------------------------------------ | ------- | ------------ | ------------- | ------- | ---------------------------- |
|      | 91  | سفينة الكرونومتر من HMS <i id="mwB44">Beagle</i> | إنكلترا | 1795-1805    | بي بي سي      | بي ام   | نايجل ثريفت، ستيف جونز       |
|      | 92  | في وقت مبكر مجموعة الشاي الفيكتوري               | إنكلترا | 1840-1845    | بي بي سي      | بي ام   | سيلينا فوكس، مونيك سيموندز   |
|      | 93  | Hokusai في الموجة العظمى قبالة Kanagawa          | اليابان | ج. 1829-1832 | بي بي سي      | بي ام   | كريستين غوث، دونالد كين      |
|      | 94  | طبل شق سوداني                                    | السودان | القرن ال 19  | بي بي سي      | بي ام   | دومينيك جرين، زينب بدوي      |
|      | 95  | حق الاقتراع بنس واحد                             | إنكلترا | 1903         | بي بي سي      | بي ام   | فيليسيتي باول، هيلينا كينيدي |

### عالم صنعنا (1914-2010)
«نيل ماكجريجور يستكشف جوانب التاريخ الجنسي والسياسي والاقتصادي في الآونة الأخيرة.»  أسبوع البث الأول الذي يبدأ في 18 أكتوبر 2010.
| صورة                   | رقم | موضوع                                                | الأصل                    | تاريخ | موقع بي بي سي | موقع BM | مساهمين إضافيين                       |
| ---------------------- | --- | ---------------------------------------------------- | ------------------------ | ----- | ------------- | ------- | ------------------------------------- |
|                        | 96  | "كابيتال"، لوحة ثورية روسية صممها ميخائيل آدموفيتش   | روسيا                    | 1921  | بي بي سي      | بي ام   | إريك هوبسباوم، ميخائيل بيوتروفسكي     |
| نرى </br> في قرية مملة | 97  | هوكني في قرية مملة                                   | إنكلترا                  | 1966  | بي بي سي      | بي ام   | شامي تشاكرابارتي، ديفيد هوكني         |
|                        | 98  | عرش الأسلحة                                          | موزمبيق                  | 2001  | بي بي سي      | بي ام   | كوفي عنان، الأسقف دينيس سنجولاني      |
|                        | 99  | بطاقة فيزا الائتمانية المتوافقة مع الشريعة الإسلامية | الإمارات العربية المتحدة | 2009  | بي بي سي      | بي ام   | ميرفين كينج، رازي فقيه                |
|                        | 100 | مصباح يعمل بالطاقة الشمسية وشاحن                     | الصين                    | 2010  | بي بي سي      | بي ام   | نيك ستيرن، ألوكا ساردر، بونيفاس نيامو |

## طبعة خاصة
عرض برنامج إذاعي خاص على الراديو 4، تم بثه لأول مرة في 18 مايو 2011، واحدًا من عدة آلاف من العناصر التي تم ترشيحها على موقع BBC على الويب من قبل أفراد الجمهور ككائن ذي أهمية خاصة. كان الكائن الذي تم اختياره ليتم عرضه في البرنامج عبارة عن لوحة زيتية تصور امرأة شابة رشحها بيتر لويس. تم رسم هذه اللوحة التي تعود إلى عم لويس، برين روبرتس، من صورة بطاقة بريدية لصديقة روبرتس (وزوجته اللاحقة)، بيجي غولوب، لفنان يهودي مجهول لدى روبرتس بينما كان أسير حرب في أوشفيتز في بولندا .

## جائزة صندوق الفن
حصل المتحف البريطاني على جائزة صندوق الفن لعام 2011 للمتاحف والمعارض لدوره في سلسلة تاريخ العالم في 100 كائن . قدمت الجائزة، التي تبلغ قيمتها مليون جنيه إسترليني، إلى المتحف من قبل جيريمي هانت، وزير الدولة للثقافة والأولمبياد والإعلام والرياضة، في حفل أقيم في لندن في 15 يونيو 2011.
أشار رئيس لجنة التحكيم، مايكل بورتيو، إلى أن الحكام «أعجبوا بشكل خاص بالنطاق العالمي الحقيقي لمشروع المتحف البريطاني، الذي يجمع بين الدقة الفكرية والقلب المفتوح، وتجاوز حدود جدران المتحف». وقد أعجب الحكام أيضًا بالطريقة التي استخدم بها المشروع الوسائط الرقمية في طرق جديدة ومبتكرة للتفاعل مع الجماهير.

## معرض بجولة
خلال عامي 2016 و 2017، أقيم معرض تجول للعديد من الأجسام المائة التي تحمل عنوان «تاريخ العالم في 100 كائن» في عدد من البلدان والأقاليم، بما في ذلك أستراليا واليابان والإمارات العربية المتحدة وتايوان والصين (أولا في المتحف الوطني للصين في بكين، ثم في متحف شنغهاي). نظرًا للظروف التي تمت مواجهتها أثناء التجول في بلدان مختلفة، كان يتعين إعادة بعض المعروضات إلى المتحف البريطاني للصيانة أثناء الجولة، واستعيض عنها بأشياء أخرى من مجموعات المتحف البريطاني. تم استبعاد بعض المعروضات المثيرة للجدل من المعرض في بعض البلدان. لم يتم تضمين الكائن 90 (Jade bi with poem) في المعرض الذي أقيم في الصين لأنه ربما تم نهبه من القصر الصيفي القديم في بكين. بالإضافة إلى ذلك، لم يتم تضمين قطعة من الديباج الصيني الذي تم تضمينه في معرض التجول في مكان آخر في المعرض في الصين لأنه تم جمعه من كهوف موقو بواسطة اوريل ستين في ظل ظروف مثيرة للجدل.

## روابط خارجية
- تاريخ العالم، بي بي سي والمتحف البريطاني
- تاريخ العالم في 100 كائن (صفحة BBC الصوتية)
- تاريخ العالم في خمس دقائق (5 دقائق فيديو ملخص من 100 كائن)
- مراجعة ميراندا سوير في الأوبزرفر
- مقال ديلي ميل حول المسلسل